# Моцана (Леко)
Моцана је насеље у Италији у округу Леко, региону Ломбардија.
Према процени из 2011. у насељу је живело 61 становника. Насеље се налази на надморској висини од 478 м.